# Амори II Иерусалимский
Амори де Лузиньян (фр. Aimery de Lusignan, лат. Aimericus; 1145, Люзиньян — 1 апреля 1205, Акра) — сеньор и первый король Кипра под именем Амори I из рода Лузиньянов, принц-консорт Иерусалима с 1197 года в браке с королевой Изабеллой Иерусалимской под именем Амори II.

## Биография

### В Европе
Ранние авторы называли будущего короля Альмариком (лат. Amalricus), однако более документальные исследования называют имя Альмерик (лат. Aimericus), имя схожее и потому уже в Средние века часто путаемое с первым. Современные историки называют короля Амори (де) Лузиньян. Он родился в 1145 году и был вторым сыном Гуго VIII де Лузиньяна и его супруги Бургонь де Ранкон, дочери Жоффруа де Ранкона, на которой Гуго женился в начале 1127 года. Этот выгодный династический брак заключил его отец, Гуго VII де Лузиньян, значительно повысив тем самым могущество своей династии. У Амори было три брата, старший из которых, Гуго, умер в младенчестве, а остальные, Жофруа и Ги, дожили до взрослых лет. Род Лузиньянов происходил из графства Пуату и крепости Люзиньян в 30 километрах от его столицы. Легенда связывает его происхождение с Карлом Лысым, династией Каролингов и феей-русалкой Мелюзиной. Впрочем, даже сами члены рода в годы крестовых походов уже не знали своего точного происхождения, однако подчёркивали, что оно было знатным и безусловно королевским. Его члены участвовал во многих крестовых походах: так прадед Амори, Гуго VI де Лузиньян, был приближенным иерусалимского короля Балдуина I. Он погиб у стен Рамлы в 1102 году. Дед Амори был участником Второго крестового похода, сопровождая короля Франции Людовика VII. За отцом и дедом последовал и отец Амори Гуго VIII, прибыв на Ближний Восток в 1163 году и на следующий год погибнув в плену.
В 1168 году Амори присоединился к восстанию против короля Англии (который также был сюзереном Пуату) Генриха II организованному графом Ангулемским против «нормандообразного» централизованного феодализма, однако оно было подавлено менее чем за месяц, когда король и его армия прошлись по землям династии огненным смерчем, уничтожая города и деревни противника, включая родовой замок Лузиньянов, что привело к установлению в Пуату «подобия порядка». Оставив гарнизоны, король вернулся в столицу региона. Он направился на переговоры с королём Франции и оставил на управлении супругу и графа Солсбери Патрика. Однако когда королева Англии Алиенора Аквитанская путешествовала по холмам Пуату с небольшим и слабо вооружённым эскортом с точно неизвестной целью, на её кортеж совершили нападение братья Амори, Жофруа и Ги де Лузиньяны. «История Уильяма Маршала», английская поэма о жизни одноимённого лорда, указывает, что это было хорошо подготовленной засадой, хотя некоторые аспекты данного рассказа не подтверждаются другими источниками. Причины нападения неясны, хотя английский историк Томас Эсбридж писал о возможном желании Лузиньянов захватить королеву, чтобы иметь дополнительный козырь в переговорах с королём. Поскольку силы были не равны, охранявший её Патрик «отправил королеву в замок», сам же со своими рыцарями попытались задержать нападавших, чтобы дать возможность Алиеноре добраться до безопасного место. В завязавшейся битве граф Солсбери, который был без доспехов, погиб — когда он пытался залезть на коня, ему в спину ударил копьём один из рыцарей Лузиньянов. «Доблестно сражавшегося» Уильяма Маршала мятежники прижали и захватили в плен.

### На Ближнем Востоке
После убийства Патрика Амори, Ги и Жофруа отправились в Палестину. Амори прибыл туда около 1170 года. Эсквайр Балиана II Ибелина Эрнул утверждал, что на востоке Амори стал любовником бывшей жены Амори I Иерусалимского Агнес де Куртене, однако его слова подвергаются сомнению в современной историографии. Достоверно же известно, что здесь он женился на дочери господина Эрнула, который был одним из наиболее влиятельных дворян королевства, Эшиве Ибелин. 11 июля 1174 года 38-летний Амори I умер, и его наследником стал тринадцатилетний сын Балдуин IV, который страдал от проказы. При поддержке своего тестя Амори де Лузиньян вошёл в королевский двор.

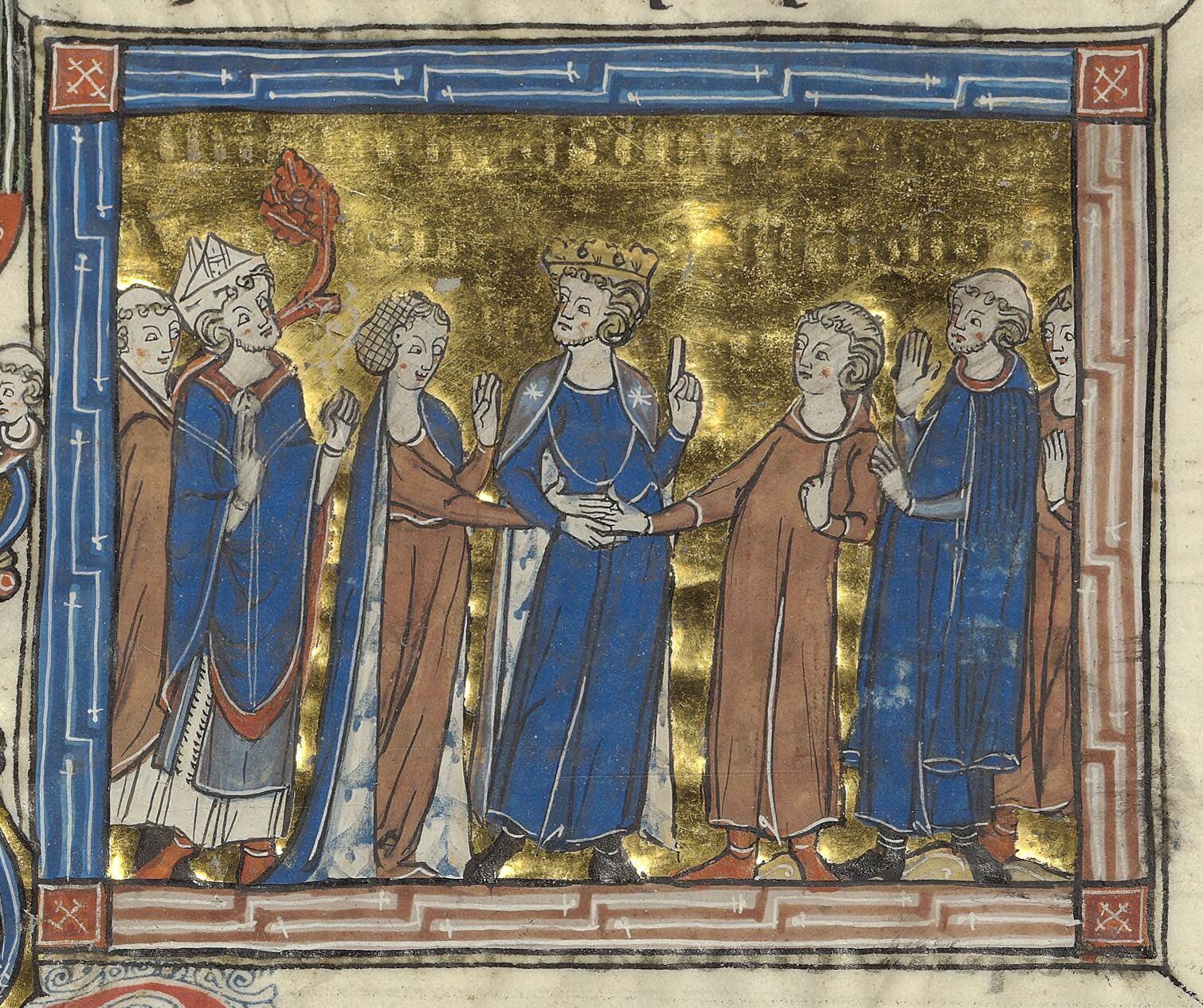
Брачная церемония между Гаем и Сибиллой

Согласно Эрнулу, находясь при дворе Амори де Лузиньян, поддерживаемый Агнес де Куртене, убеждал Сибиллу, сестру нового короля, что его брат Ги по неземному красив и обаятелен. В конце концов Сибилла «взмолилась» о прибытии Ги в земли Иерусалима, и Амори отбыл во Францию для подготовки брата к роли супруга иерусалимской принцессы. В дальнейшем Сибилла, подтвердив слова Амори о красоте и обаятельности предполагаемого жениха твёрдо заявила о намерении выйти за него замуж. Ги против этого брака возражал, но тщетно, ведь он был «слаб и неразумен». Иерусалимское дворянство было в ярости от перспективы, что королём вскоре станет мелкий дворянин из Франции. В апреле 1180 года, на Пасху, оно пыталось совершить переворот, выдав сестру короля, Сибиллу, за Балиана II. Балдуин посчитал эту кандидатуру неподходящей и предотвратил путч, выдав её замуж за прибывшего на Ближний Восток Ги де Лузиньяна. Другой латинский хронист, Гийом Тирский, не упоминал Амори как важного участника организации брака между его братом и Сибиллой. Историк Б. Гамильтон писал, что многие части отчёта Эрнула, вероятно, вымышленны, в частности путешествие во Францию. Однако С. Рансимен описывал данные события как происходившие факты. Так или иначе, после пасхального венчания Ги получил в качестве лена Яффу и Аскалон. Такой брак расколол дворянство на две враждующие фракции.
Амори впервые получил должность коннетабля Иерусалима после брака, 24 февраля 1182 года. В этом же году христиане вели кампанию против мусульман, нападая на земли вплоть до Дамаска и в качестве мести за прошлые обиды и унижения грабя и терроризируя местное население. В сентябре, разграбив район Басры и отравив воду для караванов хаджа, они вернули себе захваченный мусульманами ранее замок Хабис Джалдак (в районе Голанских высот). Узнав о падении замка, айюбидский султан Египта Салах ад-Дин вернулся из Алеппо в Дамаск к 24 августа 1183 года и 29 сентября перешёл реку Иордан, встретившись на поле боя с иерусалимской армией, одной из крупнейших в истории королевства. Амори и Балиан II Ибелин нанесли поражение группировке противника в локальной стычке. Из-за этого Салах ад-Дин отошёл обратно девять дней спустя. Несмотря на такой успех Ги де Лузиньян не смог заручиться поддержкой баронов королевства для достижения своих целей, что указало королю на его непригодность в качестве наследника. Из-за этого король лишил Ги наследства и попытался добиться развода на основании того, что Сибилла вышла замуж уже тогда, когда была обручена с Гуго Бургундским.
Когда иерусалимцы захватили «шестой караван», двигавшийся в Мекку, это, по словам продолжателя Гийома Тирского, «было его погибелью». По распоряжению от халифа Багдада, Салах ад-Дин начал сбор мусульман на священную войну во имя Бога — джихад. Из-за этого князь Антиохии Боэмунд III предпочёл отказаться от помощи Иерусалиму и подписать договор о нейтралитете с Салах ад-Дином, который начал подготовку к покорению земель Иерусалимского королевства. Амори был среди тех, кто вместе с его братом попал в плен к сарацинам после произошедшего в ходе джихада разгрома в битве при Хаттине в 1187 году. В 1194 году, после смерти Ги, он стал сеньором Кипра под именем Амори I. Однако тут была юридическая тонкость: титул Ги был «король с Кипра», Амори же желал быть «королём Кипрским». В октябре 1195 году император Генрих VI даровал ему этот титул. Коронация состоялась в Никосии 22 сентября 1197 года.
В октябре 1197 года умерла жена Амори — Эшива. Амори женился на Изабелле Иерусалимской — дочери Амори I Иерусалимского от второго брака, которая имела права на иерусалимский трон, в результате чего Амори стал королём Иерусалима. Коронация состоялась в Акре в январе 1198 года.
В 1198 году он сумел заключить пятилетнее перемирие с мусульманами, воспользовавшись борьбой между братьями и сыновьями Салах ад-Дина за его наследство. Перемирие нарушалось набегами с обеих сторон, но в 1204 году было продлено ещё на шесть лет.

### Гибель
Амори скончался в Акре 1 апреля 1205 года. По одной версии он умер от дизентерии, по другой — был отравлен. Умер Амори сразу после своего сына — тоже Амори — и всего за четыре дня до кончины своей жены. Он похоронен в соборе Святой Софии в Никосии.

## Наследие и наследники
После смерти Амори Кипрское королевство перешло к его сыну Гуго I от первой жены, а Иерусалимское королевство — Марии Иерусалимской, дочери Изабеллы от её предыдущего брака с Конрадом Монферратским.

## Семья и дети
1-я жена: с до 29 октября 1175 Эшива Ибелин (ум. ок. 1196/1197), дочь Балиана Ибелина и его первой жены Ришильды де Бетсан. У них было шестеро детей:
1. Бургонь (1176/1180 — ок. 1210); муж: Готье де Монбельяр (погиб 20 июля 1212 года в битве при Саталии), от которого имела детей.
2. Ги (1197—1205)
3. Жан (1197—1205)
4. Гуго I (ок.1194 — 1218), король Кипра
5. Элоиза (ок.1190 — 1216/1219); муж: с 1205 года Эд де Дамьер-сюр-Салон (ум. после 1210), сеньор де Шарже-ле-Гре (разв. 1210); 2-й муж: Раймунд Рупен (ум. 1222), князь Антиохии
6. Алиса де Лузиньян (1197—1205)

2-я жена: с января 1198 (Акра) Изабелла (1172 — ок. 1206), королева Иерусалима, дочь Амори I, короля Иерусалима (4-й муж). У них было трое детей:
1. Сибилла (1198—1230); муж: с 1210/1211 Левон II (1150—1219), царь Киликийской Армении
2. Амори (ок. 1201—1205)
3. Мелисенда (после 1201 — после 1249); муж: с 1/10 января 1218 Боэмунд IV (1171—1233), князь Антиохии

### На русском
- Близнюк С. В. Короли Кипра в эпоху крестовых походов. / рец.: д. и. н. А. Л. Пономарёв. — СПб. : Алетейя, 2014. — 280 с. — (Историческая книга). — 1500 экз. — ББК 63.3(5Кип)4. — УДК 94(564.3).01(G). — ISBN 978-5-91419-947-7.
- Близнюк С. В. Королевство Кипр и итальянские морские республики в XIII—XV вв. : Диссертация на соискание ученой степени доктора исторических наук. — М. : Исторический факультет МГУ, 2016. — 831 с.
- Брюн С. П. Ромеи и франки в Антиохии, Сирии и Киликии XI-XIII вв. : К истории соприкосновения латинских и византийских христиан на рубежах Востока : в 2 т. / С. П. Брюн. — М. : ООО «ИПЦ „Маска“», 2015. — Т. II : Соприкосновение латинян и христиан-ромеев в Сирии и Киликии XII—XIII вв. Церковь, история, секулярная культура. — 638 с., 16 с. ил. — 100 экз. — ББК 84(2Рос-Рус)6. — УДК 882(G). — ISBN 978-5-905379-75-9. — ISBN 978-5-905379-77-2.
- Рансимен С. Завоевания крестоносцев. Королевство Балдуина I и франкский Восток = A History of the Crusades / Пер. с англ. Т. М. Шуликовой. — М.: ЗАО «Центрполиграф», 2020b. — Т. 2. — 479 с. — (Всемирная история). — 3000 экз. — ISBN 978-5-9524-5456-9.
- Шамдор Альбер. Саладин, благородный герой ислама = Saladin, le plus pur heros de l’islam (фр.). — СПб.: Евразия, 2004. — 347 с. — (Clio Personalis). — 2000 экз. — ISBN 5-8071-0158-8.
- Филиппов Б. А. Свидетельница Воскресения. Тайны и разгадки Туринской Плащаницы / Допущено к распространению Издательским советом Русской Православной Церкви. — М.: Никея, 2022. — 336 с. — 1000 экз. — ISBN 978-5-907307-33-9. — ISBN 978-5-907457-58-4.
- Флори Ж. Алиенора Аквитанская. Непокорная королева / Пер. с франц. И. А. Эгипти. — СПб.: Евразия, 2012. — 432 с. — 3000 экз. — ISBN 978-5-91852-018-5.
- Эсбридж Т. Рыцарь пяти королей. История Уильяма Маршала, прославленного героя Средневековья / Пер. с англ. Л. А. Игоревского. — М.: ЗАО Издательство Центрополиграф, 2016. — 415 с. — 1500 экз. — ISBN 978-5-227-06778-4. — ISBN 978-5-227-06777-7.

### На других языках
- Edbury Peter W. Kingdom of Cyprus and the Crusades, 1191—1374 (англ.). — First illustrated ed. — Cambridge: Cambridge University Press, 1991. — XVIII, 241 p. — ISBN 978-0-521-45837-5. — doi:10.1017/CBO9780511562402.
- Hamilton Bernard. The Leper King and His Heirs : Baldwin IV and the Crusader Kingdom of Jerusalem (англ.). — Illustrated ed. — Cambridge: Cambridge University Press, 2000. — XXVI, 288 p. — ISBN 978-0-521-64187-6. — doi:10.1017/CBO9781107050662.
- Hill George-Fransis. The Frankish Period, 1192—1432 :  [англ.]. — Third reprinted ed. — Cambridge ; New York : Cambridge University Press, 2010. — XL, 496 p. — (A History of Cyprus : in 4 vols. ; vol. II). — ISBN 978-1-108-02063-3. — doi:10.1017/CBO9780511751714.
- Lock Peter. Part I : A chronological outline of the Crusades : background, military expeditions, and crusader states // The Routledge companion to the Crusades (англ.) / ed. by Peter Lock. — Milton Park, Abingdon, Oxon: Routledge, Taylor & Francis Group, 2006. — P. 1—137. — X, 527 p. — (Routledge Companions to History). — ISBN 978-1-135-13137-1. — ISBN 11-351-3137-6. — doi:10.4324/9780203389638.
- Painter Sidney[англ.]. The Lords of Lusignan in the Eleventh and Twelfth Centuries (англ.) // Speculum. — Chicago: University of Chicago Press, 1957. — Vol. 32, no. 1. — P. 27—47. — ISSN 0038-7134. — doi:10.2307/2849244. — JSTOR 2849244.